# Manuel Orantes Corral
Manuel Orantes Corral (Granada, Andalusia, 6 de febrer de 1949) va ser un tennista espanyol d'èxit durant els anys 1970 i 80, que va arribar al número 2 del rànquing individual. En el seu palmarès destaca l'US Open (1975).
En resum, va guanyar 33 títols individuals, incloent-hi Roma (1972), Hamburg (1972 i 1975), Estats Units (1975), Canadà (1975) i el Màsters de 1976. També va assolir arribar a 35 finals, les més importants Roland Garros (1974), Cincinnati (1973), Montecarlo (1970), Canadà (1973 i 1974), Roma (1973 i 1975), i Hamburg (1976 i 1977).

## Biografia
Orantes va viure la seva infància al si d'una família humil al costat dels seus avis a la ciutat catalana de L'Hospitalet de Llobregat Va començar com recull pilotes al Club Tennis de La Salut de Barcelona.
Ara com ara regenta l'escola de tennis que porta el seu nom, a Barcelona. El 15 d'abril de 2012 va ser ingressat al Saló Internacional de la Fama del tennis com a reconeixement a la seva gran carrera esportiva.

## Torneigs de Grand Slam

### Individual: 2 (1−1)
| Resultat  | Núm. | Any  | Torneig       | Oponent en la final | Marcador                |
| --------- | ---- | ---- | ------------- | ------------------- | ----------------------- |
| Finalista | 1.   | 1974 | Roland Garros | Björn Borg          | 6−2, 7−6, 0−6, 1−6, 1−6 |
| Guanyador | 1.   | 1975 | US Open       | Jimmy Connors       | 6−4, 6−3, 6−3           |

### Dobles: 1 (0−1)
| Resultat  | Núm. | Any  | Torneig       | Parella       | Oponents en la final    | Marcador      |
| --------- | ---- | ---- | ------------- | ------------- | ----------------------- | ------------- |
| Finalista | 1.   | 1978 | Roland Garros | José Higueras | Gene Mayer Hank Pfister | 3−6, 2−6, 2−6 |

## Carrera esportiva
L'any 1966 va donar els seus primers cops esportius quan va conquerir els títols júniors de Wimbledon i l'Orange Bowl. Dos anys després va guanyar a la gran figura del tennis espanyol de l'època Manuel Santana a la final del torneig de Madrid.
El 1969 va aconseguir el seu primer títol oficial, reconegut per l'ATP al torneig de Barcelona on va derrotar novament Santana a la final. Orantes va aconseguir el prestigiós torneig català en altres 2 oportunitats i va ser campió espanyol els anys 1967, 1970, 1971, 1974, 1975 i 1979. Ha aconseguit molts dels torneigs més importants sobre terra batuda incloent Roma, Hamburg, Montecarlo, Madrid i Barcelona i es va mantenir com el tennista espanyol amb més títols de l'Era Open fins l'arribada de Rafael Nadal.
Va aconseguir el 1974, la final de Roland Garros, el més important torneig sobre pistes de terra batuda i un dels 4 Grand Slam. Allà va ser derrotat per la jove promesa sueca, el llegendari Björn Borg a 5 sets, després d'haver guanyat els dos primers. Un any abans havia arribat a ser el número 2 del món. El 1975 va aconseguir el títol més important de la seva carrera. El 7 de setembre va derrotar el favorit Jimmy Connors a la final del US Open a Forest Hills, Nova York, guanyant així el seu únic torneig del Grand Slam. Va guanyar la final en sets quan el torneig es jugava sobre argila verda (pista lenta). El 1976 va conquerir el seu segon gran títol en derrotar el polonès Wojciech Fibak a la final del Màsters de Houston sobre moqueta sintètica. El seu últim títol el va aconseguir l'any 1982 en guanyar el torneig de Bournemouth.
A més a més, al llarg de la seva carrera va guanyar 22 títols en la categoria de dobles, entre els quals destaquen Hamburg el 1975 i el Canadà el 1974. Va assolir 20 finals de dobles, incloent-hi Roland Garros el 1978, Canadà el 1976 i Hamburg el 1973.

### Copa Davis
Va ser l'estendard de l'equip espanyol de Copa Davis entre 1967 i 1980, aconseguint un rècord de 60 victòries i 27 derrotes en partits de la Copa Davis.
El 1967 va col·laborar amb l'arribada fins a la final per al seu país, encara que en va perdre 5 dels 6 partits que va jugar, tres d'ells a la final davant d'Austràlia en Brisbane. Va ser també membre de l'equip espanyol guanyador de la primera edició de la Copa del Món de tennis el 1978 on van derrotar Austràlia a la final.
Després de la seva jubilació del tennis, Orantes va ser capità de Copa Davis per a Espanya fins a l'any 1992 quan es va retirar després d'alguns conflictes amb els jugadors Emilio Sánchez Vicario i Sergio Casal.

## Palmarès

### Individual: 71 (33−38)
| Llegenda (pre/post 2009)                                 |
| -------------------------------------------------------- |
| Grand Slams (1−1)                                        |
| Jocs Olímpics Argent (1)                                 |
| Tennis Masters Cup / ATP Finals (1−0)                    |
| ATP Masters Series / ATP World Tour Masters 1000 (4−6)   |
| ATP International Series Gold / ATP World Tour 500 (3−6) |
| ATP International Series / ATP World Tour 250 (24−24)    |

| Títols per superfície |
| --------------------- |
| Dura (2−4)            |
| Gespa (0−0)           |
| Terra batuda (30−32)  |
| Moqueta (1−1)         |

| Resultat  | Núm. | Data                   | Torneig                                                   | Superfície   | Oponent en la final | Marcador                           |
| --------- | ---- | ---------------------- | --------------------------------------------------------- | ------------ | ------------------- | ---------------------------------- |
| Finalista | 1.   | 20 d'octubre de 1968   | Jocs Olímpics (demostració), Guadalajara, Mèxic           | Terra batuda | Manuel Santana      | 6−2, 3−6, 6−3, 3−6, 4−6            |
| Finalista | 2.   | 1969                   | Kitzbühel, Àustria                                        | Terra batuda | Manuel Santana      | 4−6, 2−6, 3−6                      |
| Guanyador | 1.   | 4 d'octubre de 1969    | Barcelona, Espanya                                        | Terra batuda | Manuel Santana      | 6−3, 6−4, 6−4                      |
| Finalista | 3.   | 13 d'abril de 1970     | Montecarlo, Mònaco                                        | Terra batuda | Željko Franulović   | 4−6, 4−6, 3−6                      |
| Finalista | 4.   | 9 de novembre de 1970  | Buenos Aires, Argentina                                   | Terra batuda | Željko Franulović   | 4−6, 2−6, 0−6                      |
| Finalista | 5.   | 1971                   | Kitzbühel (2)                                             | Terra batuda | Clark Graebner      | 1−6, 5−7, 7−6, 7−6, 4−4, suspensió |
| Finalista | 6.   | 22 de març de 1971     | Caracas, Veneçuela                                        | Terra batuda | Thomaz Koch         | 6−7, 1−6, 3−6                      |
| Guanyador | 2.   | 25 d'octubre de 1971   | Barcelona (2)                                             | Terra batuda | Robert Lutz         | 6−4, 6−3, 6−4                      |
| Guanyador | 3.   | 20 de març de 1972     | Caracas                                                   | Dura         | Haroon Rahim        | 6−4, 7−5, 6−4                      |
| Finalista | 7.   | 27 de març de 1972     | Johannesburg, Sud-àfrica                                  | Dura         | Cliff Richey        | 4−6, 5−7, 6−3, 4−6                 |
| Guanyador | 4.   | 24 d'abril de 1972     | Roma, Itàlia                                              | Terra batuda | Jan Kodeš           | 4−6, 6−1, 7−5, 6−2                 |
| Guanyador | 5.   | 15 de maig de 1972     | Brussel·les, Bèlgica                                      | Terra batuda | Andrés Gimeno       | 6−4, 6−1, 2−6, 7−5                 |
| Guanyador | 6.   | 5 de juny de 1972      | Hamburg, Alemanya                                         | Terra batuda | Adriano Panatta     | 6−3, 9−8, 6−0                      |
| Guanyador | 7.   | 17 de juliol de 1972   | Bastad, Suècia                                            | Terra batuda | Ilie Năstase        | 6−4, 6−3, 6−1                      |
| Finalista | 8.   | 4 de setembre de 1972  | South Orange, Estats Units                                |              | Ilie Năstase        | 4−6, 4−6                           |
| Finalista | 9.   | 23 d'octubre de 1972   | Barcelona                                                 | Terra batuda | Jan Kodeš           | 3−6, 2−6, 3−6                      |
| Guanyador | 8.   | 26 de març de 1973     | València, Espanya                                         | Terra batuda | Adriano Panatta     | 6−4, 6−4, 6−3                      |
| Guanyador | 9.   | 15 d'abril de 1973     | Niça, França                                              | Terra batuda | Adriano Panatta     | 7−6, 5−7, 4−6, 7−6, 12−10          |
| Finalista | 10.  | 4 de juny de 1973      | Roma                                                      | Terra batuda | Ilie Năstase        | 1−6, 1−6, 1−6                      |
| Finalista | 11.  | 9 de juliol de 1973    | Bastad                                                    | Terra batuda | Stan Smith          | 4−6, 2−6, 6−7                      |
| Finalista | 12.  | 23 de juliol de 1973   | Kitzbühel (3)                                             | Terra batuda | Raúl Ramírez        | Final no disputada                 |
| Guanyador | 10.  | 30 de juliol de 1973   | Louisville, Estats Units                                  | Terra batuda | John Newcombe       | 3−6, 6−3, 6−4                      |
| Finalista | 13.  | 6 d'agost de 1973      | Cincinnati, Estats Units                                  | Terra batuda | Ilie Năstase        | 7−5, 3−6, 4−6                      |
| Guanyador | 11.  | 13 d'agost de 1973     | Indianapolis, Estats Units                                | Terra batuda | Georges Goven       | 6−4, 6−1, 6−4                      |
| Finalista | 14.  | 20 d'agost de 1973     | Mont-real, Canadà                                         | Dura         | Tom Okker           | 3−6, 2−6, 1−6                      |
| Finalista | 15.  | 8 d'octubre de 1973    | Barcelona (2)                                             | Terra batuda | Ilie Năstase        | 6−2, 1−6, 6−8, 4−6                 |
| Finalista | 16.  | 3 de juny de 1974      | Roland Garros, França                                     | Terra batuda | Björn Borg          | 6−2, 7−6, 0−6, 1−6, 1−6            |
| Finalista | 17.  | 15 de juliol de 1974   | Gstaad, Suïssa                                            | Terra batuda | Guillermo Vilas     | 1−6, 2−6                           |
| Finalista | 18.  | 12 d'agost de 1974     | Mont-real (2)                                             | Terra batuda | Guillermo Vilas     | 4−6, 2−6, 3−6                      |
| Finalista | 19.  | 14 d'octubre de 1974   | Barcelona (3)                                             | Terra batuda | Ilie Năstase        | 6−8, 7−9, 3−6                      |
| Finalista | 20.  | 25 de novembre de 1974 | Buenos Aires (2)                                          | Terra batuda | Guillermo Vilas     | 3−6, 6−0, 5−7, 2−6                 |
| Guanyador | 12.  | 3 de març de 1975      | El Caire, Egipte                                          | Terra batuda | François Jauffret   | 6−0, 4−6, 6−1, 6−3                 |
| Guanyador | 13.  | 14 d'abril de 1975     | Montecarlo, Mònaco                                        | Terra batuda | Bob Hewitt          | 6−2, 6−4                           |
| Finalista | 21.  | 21 d'abril de 1975     | València                                                  | Terra batuda | Ilie Năstase        | 3−6, 0−6                           |
| Finalista | 22.  | 28 d'abril de 1975     | Madrid, Espanya                                           | Terra batuda | Ilie Năstase        | 6−7, 1−6, 6−2, 3−6                 |
| Guanyador | 14.  | 12 de maig de 1975     | Bournemouth, Regne Unit                                   | Terra batuda | Patrick Proisy      | 6−3, 4−6, 6−2, 7−5                 |
| Guanyador | 15.  | 19 de maig de 1975     | Hamburg (2)                                               | Terra batuda | Jan Kodeš           | 3−6, 6−2, 6−2, 4−6, 6−1            |
| Finalista | 23.  | 26 de maig de 1975     | Roma (2)                                                  | Terra batuda | Raúl Ramírez        | 6−7, 5−7, 5−7                      |
| Guanyador | 16.  | 7 de juliol de 1975    | Bastad (2)                                                | Terra batuda | José Higueras       | 6−0, 6−3                           |
| Guanyador | 17.  | 4 d'agost de 1975      | Indianapolis (2)                                          | Terra batuda | Arthur Ashe         | 6−2, 6−2                           |
| Guanyador | 18.  | 11 d'agost de 1975     | Mont-real                                                 | Dura         | Ilie Năstase        | 7−6, 6−0, 6−1                      |
| Guanyador | 19.  | 25 d'agost de 1975     | US Open, Estats Units                                     | Terra batuda | Jimmy Connors       | 6−4, 6−3, 6−3                      |
| Finalista | 24.  | 3 de novembre de 1975  | Tòquio, Japó                                              | Terra batuda | Raúl Ramírez        | 2−6, 7−5, 3−6                      |
| Finalista | 25.  | 17 de novembre de 1975 | Calcuta, Índia                                            | Terra batuda | Vijay Amritraj      | 5−7, 3−6                           |
| Guanyador | 20.  | 29 de març de 1976     | València (2)                                              | Terra batuda | Kjell Johansson     | 6−2, 6−2, 6−2                      |
| Guanyador | 21.  | 3 de maig de 1976      | Múnic, Alemanya                                           | Terra batuda | Karl Meiler         | 6−1, 6−4, 6−1                      |
| Finalista | 26.  | 10 de maig de 1976     | Bournemouth                                               | Terra batuda | Wojtek Fibak        | 2−6, 9−7, 2−6, 2−6                 |
| Finalista | 27.  | 17 de maig de 1976     | Hamburg                                                   | Terra batuda | Eddie Dibbs         | 4−6, 6−4, 1−6, 6−2, 1−6            |
| Finalista | 28.  | 24 de maig de 1976     | Düsseldorf, Alemanya                                      | Terra batuda | Björn Borg          | 2−6, 2−6, 0−6                      |
| Finalista | 29.  | 12 de juliol de 1976   | Myrtle Beach, Estats Units                                | Terra batuda | Ilie Năstase        | 4−6, 3−6                           |
| Guanyador | 22.  | 19 de juliol de 1976   | Kitzbühel                                                 | Terra batuda | Jan Kodeš           | 7−6, 6−2, 7−6                      |
| Guanyador | 23.  | 4 d'octubre de 1976    | Teheran, Iran                                             | Terra batuda | Raúl Ramírez        | 7−6, 6−0, 2−6, 6−4                 |
| Guanyador | 24.  | 11 d'octubre de 1976   | Madrid                                                    | Terra batuda | Eddie Dibbs         | 7−6, 6−2, 6−1                      |
| Guanyador | 25.  | 18 d'octubre de 1976   | Barcelona (3)                                             | Terra batuda | Eddie Dibbs         | 6−1, 2−6, 2−6, 7−5, 6−4            |
| Finalista | 30.  | 1 de novembre de 1976  | Londres, Regne Unit                                       | Moqueta      | Raúl Ramírez        | 3−6, 4−6                           |
| Guanyador | 26.  | 6 de desembre de 1976  | Commercial Union Assurance Masters, Houston, Estats Units | Moqueta      | Wojtek Fibak        | 5−7, 6−2, 0−6, 7−6(1), 6−1         |
| Finalista | 31.  | 8 de novembre de 1976  | Estocolm, Suècia                                          | Dura (i)     | Mark Cox            | 6−4, 5−7, 6−7                      |
| Finalista | 32.  | 9 de maig de 1977      | Hamburg (2)                                               | Terra batuda | Paolo Bertolucci    | 3−6, 6−4, 2−6, 3−6                 |
| Finalista | 33.  | 1 d'agost de 1977      | North Conway, Estats Units                                | Terra batuda | John Alexander      | 6−2, 4−6, 4−6                      |
| Guanyador | 27.  | 8 d'agost de 1977      | Indianapolis (3)                                          | Terra batuda | Jimmy Connors       | 6−1, 6−3                           |
| Guanyador | 28.  | 22 d'agost de 1977     | Boston, Estats Units                                      | Terra batuda | Eddie Dibbs         | 7−6, 7−5, 6−4                      |
| Finalista | 34.  | 17 d'octubre de 1977   | Barcelona (4)                                             | Terra batuda | Björn Borg          | 2−6, 5−7, 2−6                      |
| Guanyador | 29.  | 31 d'octubre de 1977   | Tòquio                                                    | Terra batuda | Kim Warwick         | 6−2, 6−1                           |
| Finalista | 35.  | 14 de novembre de 1977 | Manila, Filipines                                         | Dura         | Karl Meiler         | Renúncia                           |
| Guanyador | 30.  | 21 d'agost de 1978     | Boston (2)                                                | Terra batuda | Harold Solomon      | 6−4, 6−3                           |
| Guanyador | 31.  | 21 de maig de 1979     | Múnic (2)                                                 | Terra batuda | Wojtek Fibak        | 6−3, 6−2, 6−4                      |
| Finalista | 36.  | 24 de setembre de 1979 | Madrid (2)                                                | Terra batuda | Yannick Noah        | 3−6, 7−6, 3−6, 2−6                 |
| Finalista | 37.  | 24 de març de 1980     | Niça                                                      | Terra batuda | Björn Borg          | 2−6, 0−6, 1−6                      |
| Guanyador | 32.  | 14 de setembre de 1981 | Palerm, Itàlia                                            | Terra batuda | Pedro Rebolledo     | 6−4, 6−0, 6−0                      |
| Guanyador | 33.  | 19 d'abril de 1982     | Bournemouth (2)                                           | Terra batuda | Ángel Giménez       | 6−2, 6−0                           |
| Finalista | 38.  | 21 de març de 1983     | Niça (2)                                                  | Terra batuda | Henrik Sundström    | 5−7, 6−4, 3−6                      |

### Dobles: 46 (25−21)
| Llegenda (pre/post 2009)                                 |
| -------------------------------------------------------- |
| Grand Slams (0−1)                                        |
| Tennis Masters Cup / ATP Finals (1−0)                    |
| ATP Masters Series / ATP World Tour Masters 1000 (1−1)   |
| ATP International Series Gold / ATP World Tour 500 (1−2) |
| ATP International Series / ATP World Tour 250 (22−17)    |

| Títols per superfície |
| --------------------- |
| Dura (2−2)            |
| Gespa (1−1)           |
| Terra batuda (20−16)  |
| Moqueta (1−1)         |

| Resultat  | Núm. | Data                   | Torneig                                              | Superfície   | Parella            | Oponents en la final                  | Marcador                     |
| --------- | ---- | ---------------------- | ---------------------------------------------------- | ------------ | ------------------ | ------------------------------------- | ---------------------------- |
| Guanyador | 1.   | 1969                   | Kitzbühel, Àustria                                   | Terra batuda | Manuel Santana     | ·                                     |                              |
| Finalista | 1.   | 7 de juliol de 1969    | Bastad, Suècia                                       | Terra batuda | Manuel Santana     | Ilie Năstase Ion Țiriac               | 3−6, 4−6                     |
| Guanyador | 2.   | 1969                   | Barcelona, Espanya                                   | Terra batuda | Patricio Rodríguez | Terry Addison Ray Keldie              | 8−10, 6−3, 6−1, 5−7, 6−2     |
| Guanyador | 3.   | 15 de febrer de 1971   | Nova York, Estats Units                              | (i)          | Joan Gisbert       | Jimmy Connors Haroon Rahim            | 7−6, 6−2                     |
| Guanyador | 4.   | 21 de febrer de 1971   | Salisbury, Estats Units                              | Dura (i)     | Joan Gisbert       | Clark Graebner Thomaz Koch            | 6−3, 4−6, 7−6                |
| Finalista | 2.   | 7 de febrer de 1972    | Kansas City, Estats Units                            |              | Andreu Gimeno      | Ilie Năstase Ion Țiriac               | 3−6, 4−6                     |
| Guanyador | 5.   | 20 de febrer de 1972   | Salisbury (2)                                        | Dura (i)     | Andreu Gimeno      | Joan Gisbert Vladimír Zedník          | 6−4, 6−3                     |
| Finalista | 3.   | 5 de març de 1972      | Hampton, Estats Units                                | Moqueta (i)  | Andreu Gimeno      | Ilie Năstase Ion Țiriac               | 5−7, 5−7                     |
| Finalista | 4.   | 20 de març de 1972     | Caracas, Veneçuela                                   | Dura         | Jim McManus        | Patricio Cornejo Jaime Fillol         | 4−6, 3−6, 6−7                |
| Finalista | 5.   | 10 d'abril de 1972     | Madrid, Espanya                                      | Terra batuda | Andreu Gimeno      | Ilie Năstase Stan Smith               | 3−6, 4−6, 4−6                |
| Guanyador | 6.   | 15 de maig de 1972     | Brussel·les, Bèlgica                                 | Terra batuda | Joan Gisbert       | Patricio Cornejo Jaime Fillol         | 9−7, 6−3                     |
| Guanyador | 7.   | 23 de juny de 1972     | Eastbourne, Regne Unit                               | Gespa        | Joan Gisbert       | Nicky Kalogeropoulos Andrew Pattison  | 8−6, 6−2                     |
| Guanyador | 8.   | 23 d'octubre de 1972   | Barcelona (2)                                        | Terra batuda | Joan Gisbert       | Frew McMillan Ilie Năstase            | 6−3, 3−6, 6−4                |
| Guanyador | 9.   | 2 d'abril de 1973      | Barcelona (3)                                        | Terra batuda | Joan Gisbert       | Mike Estep Ion Țiriac                 | 6−4, 7−6                     |
| Finalista | 6.   | 11 de juny de 1973     | Hamburg, Alemanya                                    | Terra batuda | Ion Țiriac         | Jürgen Fassbender Hans-Jürgen Pohmann | 1−6, 3−6                     |
| Finalista | 7.   | 23 de juny de 1973     | Eastbourne                                           | Gespa        | Ion Țiriac         | Ove Bengtson Jim McManus              | 1−6, 3−6                     |
| Guanyador | 10.  | 6 d'agost de 1973      | Louisville, Estats Units                             | Terra batuda | Ion Țiriac         | Clark Graebner John Newcombe          | 0−6, 6−4, 6−3                |
| Finalista | 8.   | 13 d'agost de 1973     | Indianapolis, Estats Units                           | Terra batuda | Ion Țiriac         | Robert Carmichael Frew McMillan       | 3−6, 4−6                     |
| Finalista | 9.   | 8 d'octubre de 1973    | Barcelona                                            | Terra batuda | Antonio Muñoz      | Ilie Năstase Tom Okker                | 6−4, 3−6, 2−6                |
| Finalista | 10.  | 1 d'abril de 1974      | Tucson, Estats Units                                 | Dura         | Tom Edlefsen       | Charlie Pasarell Sherwood Stewart     | 4−6, 4−6                     |
| Finalista | 11.  | 8 d'abril de 1974      | Montecarlo, Mònaco                                   | Terra batuda | Tony Roche         | John Alexander Phil Dent              | 6−7, 6−4, 6−7, 3−6           |
| Guanyador | 11.  | 13 de maig de 1974     | Múnic, Alemanya                                      | Terra batuda | Antonio Muñoz      | Jürgen Fassbender Hans-Jürgen Pohmann | 2−6, 6−4, 7−6, 6−2           |
| Guanyador | 12.  | 15 de juliol de 1974   | Gstaad, Suïssa                                       | Terra batuda | José Higueras      | Roy Emerson Thomaz Koch               | 7−5, 0−6, 6−1, 9−8           |
| Guanyador | 13.  | 12 d'agost de 1974     | Mont-real, Canadà                                    | Terra batuda | Guillermo Vilas    | Jürgen Fassbender Hans-Jürgen Pohmann | 6−1, 2−6, 6−2                |
| Finalista | 12.  | 14 d'octubre de 1974   | Barcelona (2)                                        | Terra batuda | Guillermo Vilas    | Joan Gisbert Ilie Năstase             | 6−3, 0−6, 2−6                |
| Guanyador | 14.  | 28 d'octubre de 1974   | Teheran, Iran                                        | Terra batuda | Guillermo Vilas    | Raúl Ramírez Brian Gottfried          | 7−6, 2−6, 6−2                |
| Guanyador | 15.  | 25 de novembre de 1974 | Buenos Aires, Argentina                              | Terra batuda | Guillermo Vilas    | Patricio Cornejo Jaime Fillol         | 6−4, 6−3                     |
| Guanyador | 16.  | 3 de març de 1975      | El Caire, Egipte                                     | Terra batuda | Antonio Muñoz      | Jaime Pinto-Bravo Belus Prajoux       | 3−6, 6−3, 6−4, 7−5           |
| Guanyador | 17.  | 12 de maig de 1975     | Eastbourne (2)                                       | Terra batuda | Joan Gisbert       | Syd Ball Dick Crealy                  | 8−6, 6−3                     |
| Guanyador | 18.  | 19 de maig de 1975     | Hamburg, Alemanya                                    | Terra batuda | Joan Gisbert       | Wojtek Fibak Jan Kodeš                | 6−3, 7−6                     |
| Finalista | 13.  | 7 de juliol de 1975    | Bastad (2)                                           | Terra batuda | Joan Gisbert       | Ove Bengtson Björn Borg               | 6−7, 5−7                     |
| Guanyador | 19.  | 4 d'agost de 1975      | Indianapolis                                         | Terra batuda | Joan Gisbert       | Wojtek Fibak Hans-Jürgen Pohmann      | 7−5, 6−0                     |
| Finalista | 14.  | 13 d'octubre de 1975   | Madrid (2)                                           | Terra batuda | Joan Gisbert       | Jan Kodeš Ilie Năstase                | 6−7, 6−4, 7−9                |
| Guanyador | 20.  | 27 d'octubre de 1975   | Teheran (2)                                          | Terra batuda | Joan Gisbert       | Bob Hewitt Frew McMillan              | 7−5, 6−7, 6−1, 6−4           |
| Finalista | 15.  | 3 de novembre de 1975  | Tòquio, Japó                                         | Terra batuda | Joan Gisbert       | Brian Gottfried Raúl Ramírez          | 6−7, 4−6                     |
| Guanyador | 21.  | 17 de novembre de 1975 | Calcuta, Índia                                       | Terra batuda | Joan Gisbert       | Anand Amritraj Vijay Amritraj         | 1−6, 6−4, 6−3                |
| Guanyador | 22.  | 1 de desembre de 1975  | Commercial Union Assurance Masters, Estocolm, Suècia | Moqueta      | Joan Gisbert       |                                       | Round Robin                  |
| Guanyador | 23.  | 29 de març de 1976     | València, Espanya                                    | Terra batuda | Joan Gisbert       | Corrado Barazzutti Antonio Zugarelli  |                              |
| Guanyador | 24.  | 3 de maig de 1976      | Múnic (2)                                            | Terra batuda | Joan Gisbert       | Jürgen Fassbender Hans-Jürgen Pohmann | 1−6, 6−3, 6−2, 2−3, retirada |
| Finalista | 16.  | 10 de maig de 1976     | Bournemouth, Regne Unit                              | Terra batuda | Joan Gisbert       | Wojtek Fibak Fred McNair              | 6−4, 5−7, 5−7                |
| Finalista | 17.  | 16 d'agost de 1976     | Mont-real                                            | Terra batuda | Joan Gisbert       | Bob Hewitt Raúl Ramírez               | 2−6, 1−6                     |
| Finalista | 18.  | 4 d'octubre de 1976    | Teheran                                              | Terra batuda | Joan Gisbert       | Wojtek Fibak Raúl Ramírez             | 5−7, 1−6                     |
| Finalista | 19.  | 10 d'octubre de 1977   | Madrid (3)                                           | Terra batuda | Antonio Muñoz      | Bob Hewitt Frew McMillan              | 7−6, 6−7, 3−6, 1−6           |
| Finalista | 20.  | 29 de maig de 1978     | Roland Garros, França                                | Terra batuda | José Higueras      | Gene Mayer Hank Pfister               | 3−6, 2−6, 2−6                |
| Guanyador | 25.  | 25 de gener de 1982    | Viña del Mar, Xile                                   | Terra batuda | Raúl Ramírez       | Guillermo Aubone Ángel Giménez        | Retirada                     |
| Finalista | 21.  | 1 de febrer de 1982    | Buenos Aires                                         | Terra batuda | Ángel Giménez      | Hans Kary Zoltán Kuhárszky            | 5−7, 2−6                     |

### Dobles mixts: 1 (1−0)
| Resultat  | Núm. | Data                   | Torneig      | Superfície  | Parella          | Oponents en la final         | Marcador |
| --------- | ---- | ---------------------- | ------------ | ----------- | ---------------- | ---------------------------- | -------- |
| Guanyador | 1.   | 22 de novembre de 1977 | Tòquio, Japó | Moqueta (i) | Billie Jean King | Kristien Shaw Cliff Drysdale | 6−4, 6−4 |

### Equips: 1 (0−1)
| Resultat  | Núm. | Data                        | Torneig                         | Superfície | Equip                                        | Oponents                                         | Marcador |
| --------- | ---- | --------------------------- | ------------------------------- | ---------- | -------------------------------------------- | ------------------------------------------------ | -------- |
| Finalista | 1.   | 26 − 28 de setembre de 1967 | Copa Davis, Brisbane, Austràlia | Gespa      | José Luís Arilla Juan Gisbert Manuel Santana | Bill Bowrey Roy Emerson John Newcombe Tony Roche | 1−4      |

## Estil de joc
El granadí Manuel Orantes jugava els seus millors partits en pistes de terra batuda. Acostumava a jugar sempre del revés però el seu «drive» era demolidor.

## Trajectòria

### Individual
| Open d'Austràlia | QF | A  | A  | A  | A  | A  | A  | A  | A  | A  | A  | A  | A  | A  | A | A  | 0 / 1  |
| Roland Garros | 1R | 3R | 4R | 1R | SF | 2R | F  | 1R | QF | A  | QF | 4R | 4R | 1R | A | 2R | 0 / 14 |
| Wimbledon | 1R | 1R | 3R | 1R | SF | A  | 4R | A  | A  | A  | A  | 2R | A  | A  | A | A  | 0 / 7  |
| US Open | A  | 2R | A  | QF | 3R | 3R | 2R | G  | QF | QF | 1R | A  | A  | A  | A | A  | 1 / 9  |
| Llegenda: G: Guanyador; F: Finalista; SF: Semifinalista; QF: Quarts de final; Q: Qualificació; A: Absent; RR: Round Robin; |    |    |    |    |    |    |    |    |    |    |    |    |    |    |   |    |        |

### Dobles
| Open d'Austràlia | SF | A  | A  | A  | A  | A  | A  | A  | A  | A | A | 0 / 1 |
| Roland Garros | A  | 4R | 3R | A  | 4R | 1R | 2R | SF | SF | A | F | 0 / 8 |
| Wimbledon | 4R | 4R | 2R | 1R | QF | A  | 2R | A  | A  | A | A | 0 / 6 |
| US Open | A  | 2R | 1R | 2R | A  | 1R | 1R | 4R | A  | A | A | 0 / 6 |
| Llegenda: G: Guanyador; F: Finalista; SF: Semifinalista; QF: Quarts de final; Q: Qualificació; A: Absent; RR: Round Robin; |    |    |    |    |    |    |    |    |    |   |   |       |